# Auberon Edward Herbert
Pour les articles homonymes, voir Herbert.
Cet article possède un paronyme, voir Auberon Herbert.
Auberon Edward William Molyneux Herbert, né le 18 juin 1838 au château de Highclere et mort le 5 novembre 1906 à Burley, est un philosophe et homme politique britannique, fondateur du courant de pensée volontariste et créateur de ce mot. Sa défense libertarienne du principe de non-agression fait de lui un végétarien, et un théoricien de l'idée d'impôt volontaire.

## Biographie

### Jeunesse
Il est le troisième fils de Henry Herbert, 3e comte de Carnarvon. Il est éduqué au collège d'Eton puis étudie les humanités classiques au St John's College de l'université d'Oxford. Il interrompt ses études pour intégrer l'Armée, devenant membre du régiment de cavalerie les 7th Queen's Own Hussars (en). Il est posté quelques mois à Ambala, en Inde britannique, à partir de l'automne 1860. Il quitte l'armée en 1862, reprend ses études et obtient un doctorat en droit civil en 1865. En 1864 il « visite » la ville danoise de Dybbol, site de la guerre des Duchés, qui oppose l'alliance austro-prussienne au Danemark, et se précipite sur le champ de bataille pour porter secours à des blessés ; il est décoré par le Danemark de l'ordre de Dannebrog pour sa bravoure. Après l'obtention de son doctorat il enseigne l'Histoire et la jurisprudence au St John's College jusqu'en 1869. Il assiste, par intérêt personnel, à la bataille de Sedan durant la guerre franco-prussienne de 1870 et est l'une des premières personnes à entrer dans la capitale française à l'issue du siège de Paris. Il y reste durant la Commune de Paris, résidant chez son frère Alan, médecin. 

### Carrière politique
S'intéressant à la politique, il fonde des associations conservatrices de débat durant ses études à Oxford, et préside un temps la prestigieuse société de débat Oxford Union Society. Il se présente sans succès comme candidat du Parti conservateur dans la circonscription de Newport aux élections générales de 1865. L'année suivante, Sir Stafford Northcote, le ministre du Commerce, le nomme son secrétaire privé. Il démissionne à l'automne 1868 car il a quitté les conservateurs et rejoint le Parti libéral. Il se présente sans succès comme candidat libéral à Berkshire aux élections de 1868, puis est finalement élu député libéral de Nottingham à la Chambre des communes à l'occasion d'une élection partielle en février 1870,. 
Lors de sa première allocution à la Chambre, dans le cadre des débats sur la proposition de loi sur l'enseignement primaire, il soutient l'idée d'un enseignement public laïque ou non-confessionnel. En 1871 il appelle à l'abolition du droit de veto exercé par la Chambre des lords sur les mesures adoptées par la Chambre des communes ; il souligne et critique le fait que cette chambre haute n'a à répondre à personne, contrairement aux députés qui rendent des comptes à leurs électeurs. En 1872, à l'instar du député libéral Charles Dilke et dans un contexte où la reine Victoria est peu populaire, il se déclare républicain ; ses paroles provoquent « une scène de grand désordre » à la Chambre des communes, et il est réduit au silence par le brouhaha qui s'ensuit. Il soutient activement une loi de protection des oiseaux sauvages en 1872. Il ne se représente pas aux élections de 1874, mettant ainsi un terme à sa brève carrière parlementaire. Il achète une ferme près de Lymington et devient fermier jusqu'en 1886, mais demeure néanmoins un acteur de la vie politique. En 1878 il organise une grande manifestation anti-impérialiste à Hyde Park pour protester contre la probabilité d'une guerre contre la Russie, et en 1880 il prend publiquement la défense de Charles Bradlaugh, libéral qui s'est vu interdire de siéger au Parlement car ouvertement athée.

### Philosophie
Dans le même temps, il devient « un disciple ardent mais indépendant » de la philosophie individualiste de Herbert Spencer. Il développe la notion de volontarisme, qu'il explique dans son ouvrage le plus célèbre, A Politician in Trouble about his Soul, publié en 1884. Il y critique l'organisation de la vie politique en partis, mais surtout il défend la doctrine libérale du laissez-faire, et argue que celle-ci amène logiquement à l'idée que l'impôt ne devrait être que volontaire. Il estime que la société devrait être fondée sur une coopération volontaire entre des individus libres, le rôle de l'État devant se restreindre à protéger ceux-ci de tout usage de la force, et de toute fraude, à leur encontre,,. Il publie son propre journal philosophique mensuel, The Free Life, de petite taille et à faible circulation, de 1890 à 1901.
L'économiste social-libéral John A. Hobson fait valoir que les idées d'Auberon Herbert n'auraient pas pour conséquence la liberté de chacun, mais au contraire de renforcer le pouvoir des grands propriétaires, qui « monopolise[raient] sans restriction » les ressources et priveraient ainsi l'essentiel de la population de la possibilité de « jouir des fruits de leur propre travail ».

### Vie privée et famille
Auberon Herbert pratique pour le plaisir la voile dans un bateau de petite taille, ainsi que l'escalade, et collectionne des outils préhistoriques en silex. En 1871 il épouse Florence Amabel, fille de George Cowper, 6e comte Cowper. Avant que celle-ci ne décède en 1886, le couple a quatre enfants : deux fils (dont un mort durant l'enfance) et deux filles (dont une morte à un jeune âge également). Il meurt à son domicile en novembre 1906. Son fils survivant, également appelé Auberon Herbert, devient 9e baron Lucas en 1905, et sera brièvement ministre de l'Agriculture avant d'être tué à la Première Guerre mondiale en 1916.